# 岩城雄太
岩城 雄太（いわき ゆうた、1975年2月21日 - ）は日本で活動するミュージカル俳優である。北海道札幌市出身。劇団四季所属。

## 来歴
高校生の頃にキャッツ札幌初演を観劇したことをきっかけに劇団四季入団を決意し、劇団四季のオーディションを受けるが書類選考で落ちてしまう。劇団四季入団を諦めず、その後大学を中退して渡米する。1996年にニューヨークバレエアーツに入学し、その後はニューヨークビックリーグ・シアトリカルズに所属し、ミュージカル王様と私等でダンサーとして活動していた。2001年に発生したアメリカ同時多発テロ事件の影響で帰国を余儀なくされ、帰国後の同年11月に劇団四季のオーディションに合格し、劇団四季へ入団した。2002年に大阪MBS劇場で上演されたキャッツ大阪公演のスキンブルシャンクス役で初舞台出演を果たし、2013年に日本初演を迎えたリトル・マーメイド東京公演ではシェフ・ルイ／リーワード 役のオリジナルキャストを務めた。
2020年10月より東京で開幕した「オペラ座の怪人」では怪人役を演じ、3年後には「アラジン」ジーニー役で出演。コメディからシリアスまで幅広い役柄を演じる。

## 主な出演作品
- 王様と私  （北米・カナダ・ブラジルツアー）（サイモン王/ アンサンブル）
- キャッツ（2002年スキンブルシャンクス）
- マンマ・ミーア!（2003年アンサンブル2・4枠）
- 王様の耳はロバの耳（ヒボシ/木の精/兵士）
- エビータ（男性アンサンブル11枠）
- ジーザス・クライスト＝スーパースター（男性アンサンブル3枠）
- 人間になりたがった猫（男性アンサンブル3枠/勝負師・4枠/風船屋）
- ハムレット （2010年 ギルデンスターン）
- リトル・マーメイド（2013年シェフ・ルイ／リーワード ）
- 美女と野獣（2015年ルミエール）
- ライオンキング（2016年 スカー）

（2009年 男性アンサンブル6枠）
- オペラ座の怪人（2020年 ファントム）
- アラジン (2023年 ジーニー)

※括弧内の年は初出演年